# Pepe Eliaschev
José Ricardo Eliaschev mais conhecido como Pepe Eliaschev (Buenos Aires, 31 de maio de 1945 - 18 de novembro de 2014) foi um jornalista e escritor argentino.
Em Caracas foi professor da Escola de Comunicação da Universidade Central da Venezuela, até meados de 1976. Contratado pela The Associated Press (AP), para sua sede mundial em Nova Iorque, ele se mudou para os Estados Unidos como editor da agência até 1979.
Entre 1979 e 1980, a ser proibido pelo governo militar, era correspondente da Radio Mitre de Buenos Aires, em Nova Iorque, e, enviado especial de Nicarágua, Estados Unidos e Canadá. Ele permaneceu nos Estados Unidos até o final de 1981, como correspondente de várias publicações: El Diario de Caracas fundada por Rodolfo Terragno, Unomásuno do México e europeu l'Itália.

## Obras
- El largo olvido, Ediciones La Rosa Blindada, Buenos Aires, (1966)
- USA, Reagan, los años ochenta, Folios Ediciones, México D. F. (1980), ISBN 968-478-006-0.
- USA y después, Folios Ediciones, México D. F. (1981), reeditado en 2005.
- A las 6 de la tarde, Editorial Sudamericana, Buenos Aires, (1994), ISBN 950-07-0933-3.
- El futuro presidente, Editorial Sudamericana, Buenos Aires,(1995), ISBN 950-07-1022-6.
- Esto que queda, Editorial Sudamericana, Buenos Aires, (1996), ISBN 950-07-1192-3.
- Sobrevivir en Buenos Aires, Editorial Planeta, Buenos Aires, (1966), ISBN 950-742-739-2.
- La intemperie, Fondo de Cultura Económica, Buenos Aires, (1995), ISBN 950-577-656-0.
- Lista negra, Editorial Sudamericana, Buenos Aires, (2006), ISBN 950-07-2765-5.
- Me lo tenía merecido, Editorial Sudamericana, Buenos Aires, (2009), ISBN 978-950-07-3034-1.
- Los hombres del Juicio, Editorial Sudamericana, Buenos Aires, (2011), ISBN 978-950-07-3594-0.[3][4]
- Esto que pasa (Abecedario de la Argentina), Editorial Sudamericana, Buenos Aires, (2013), ISBN 9789500744287.